# Гребля (озеро)
Гребля (укр. Гребля) — озеро (старица), расположенное на территории Вознесенского сельсовета (ранее Ульяновский) Черниговского района (Черниговская область). Тип общей минерализации — пресное. Происхождение — речное. Группа гидрологического режима — сточное.

## География
Длина — 1,8 км. Ширина наибольшая — 0,07 км, средняя — 0,03 км. Используется для рыболовства.
Озеро расположено в пойме (правый берег) Десны: между районом Чернигова Бобровица и селом Вознесенское (ранее Ульяновка), восточнее административной границы с Черниговским горсоветом. Озерная котловина вытянутой изогнутой (делает несколько поворотов) формы. Озеро образовалось путём изменения меандрированного русла реки Десна. В период половодья соединяется протоками с озёрами (Старуха, Жердка и другие безымянные) правого берега Десны и самой Десной.
Берега пологие, водное зеркало сильно заиленное. Берега зарастают прибрежной растительностью (тростник обыкновенный), а водное зеркало — водной (роголистник погружённый, кубышка жёлтая, виды рода рдест). Берега заняты лиственной рощей.
Питание: дождевое и грунтовое, частично путём сообщения с Десной. Зимой замерзает.